# Daniel Steinmann
Daniel Steinmann (* 30. Juni 1779 in St. Gallen; † 10. April 1839 ebenda) war ein Schweizer Kaufmann und Politiker.

## Leben
Daniel Steinmann wurde als der Sohn des Caspar Steinmann (* 1740; † 1823), Baumwolltuchfabrikant und dessen Ehefrau Clara Steinmann, geborenr Ehrenzeller, geboren. Er hatte noch sieben weitere Geschwister, hierbei war sein älterer Bruder Hans Joachim Steinmann, Stadtpräsident von St. Gallen. Sein Großvater Hans Joachim Steinmann war von 1760 bis 1792 Bürgermeister von St. Gallen.
Er besuchte die öffentlichen Schulen in St. Gallen und erhielt dazu ergänzenden Privatunterricht. Geprägt durch seinen Vater erlernte er den Beruf eines Kaufmannes; hierzu besuchte er zum Erlangen der französischen Sprache ab 1794 die Schule in Neuchâtel, seine vierjährige kaufmännische Ausbildung erhielt er in einem Handlungshaus in Basel. Als er nach St. Gallen zurückkehrte, trat er in das Geschäft seines Vaters ein und verschaffte diesem eine andere Gestaltung und grössere Ausdehnung. Er unternahm Reisen nach Italien und Deutschland und bildete sich dort sowohl im kaufmännischen als auch in der allgemeinen Bildung weiter.
Seit 1810 bekleidete er nebenamtlich verschiedene Stellen und Beamtungen in Militär- und Zivilbehörden, so war er unter anderem Oberstleutnant und auch in der Funktion des Bezirksrichters tätig. In der Zeit von 1819 bis zu seinem Tod war er Kantonsrat in St. Gallen und von 1823 bis 1833 Direktor des Postwesens, das vom Kaufmännischen Direktorium St. Gallen (älteste Handelskammer der Schweiz, aus der die Notenstein-Gesellschaft hervorging) im Auftrag des Kantons verwaltet wurde.
Erst ab 1826 widmete er sich diesen Aufgaben nur noch ausschliesslich, so nahm er mehrfach als Gesandter an den eidgenössischen Tagsatzungen teil, hatte als Postdirektor mit einer Deputation in Paris einen Postvertrag mit Frankreich ausgehandelt und wurde 1832 als Regierungsrat zum Mitglied des Kleinen Rates des Kantons St. Gallen gewählt und war in dieser Funktion für das Finanzwesen zuständig. Von 1831 bis 1832 war er Bürgerrat der Ortsbürgergemeinschaft St. Gallen.
1808 heiratete Daniel Steinmann Ursula, Tochter des Paul Weniger, Kaufmann und Mitglied des St. Gallener Gemeinderats. Von ihren Kindern ist namentlich bekannt:
- Margarethe Babette Steinmann (* 1809; † 1864), Lehrerin und Gründerin der St. Galler Taubstummen-Fürsorge, dessen Taubstummenanstalt 1859 eröffnet wurde.

## Mitgliedschaften
Daniel Steinmann war Mitglied der St. Gallisch-Appenzellischen gemeinnützigen Gesellschaft, die den Zweck hatte, «die Gesellschaft auf der Grundlage der Gemeinnützigkeit anzuregen und zu fördern, was der geistigen und materiellen Volkswohlfahrt dient», insbesondere das «Erziehungs-, das Industrie- und Armenwesen, sowohl im Vaterlande als besonders in den beiden Kantonen St. Gallen und Appenzell zu fördern»; aus ihr ging die heutige Gemeinnützige Gesellschaft des Kantons St.Gallen (GGK) hervor.